# Ravda Peak
Ravda Peak är en bergstopp i Antarktis. Den ligger i Sydshetlandsöarna. Argentina, Chile och Storbritannien gör anspråk på området. Toppen på Ravda Peak är 664 meter över havet.
Terrängen runt Ravda Peak är kuperad åt nordväst, men åt sydost är den bergig. Trakten är glest befolkad. Närmaste befolkade plats är St. Kliment Ohridski Base, 12,0 kilometer väster om Ravda Peak. 